# توني كوران
توني كوران (بالإنجليزية: Tony Curran)‏ (و. 1969 – م) هو ممثل، وممثل أفلام من المملكة المتحدة . ولد في غلاسكو .

## التعليم
تعلم في المعهد الملكي في اسكتلندا

## روابط خارجية
- توني كوران على موقع IMDb (الإنجليزية)
- توني كوران على موقع ألو سيني (الفرنسية)
- توني كوران على موقع ميوزك برينز (الإنجليزية)
- توني كوران على موقع أول موفي (الإنجليزية)
- توني كوران على موقع قاعدة بيانات الأفلام السويدية (السويدية)
- توني كوران على موقع قاعدة بيانات الفيلم (الإنجليزية)
- توني كوران على موقع كينوبويسك (الروسية)